# Steenbergsche Vliet
De Steenbergsche Vliet (officiële spelling) vaak geschreven als Steenbergse Vliet is een watergebied bij Steenbergen in Noord-Brabant.

## Geografie
De waterloop ontspringt nabij Wildert als Wildertse Beek, verder stroomafwaarts Kleine Aa genoemd. Ze stroomt ten oosten van Essen en vervolgens Nispen, en wordt dan de Watermolenbeek of Molenbeek genoemd. Ze stroomt door Roosendaal en gaat hier over in de Nieuwe Roosendaalse Vliet. Deze stroomt verder noordwaarts om uiteindelijk naar het westen af te buigen, waar ze bij Blauwe Sluis overgaat in de Steenbergsche Vliet, welke via de sluizen van Benedensas in verbinding staat met het Volkerak. Via het Mark-Vlietkanaal ontvangt de Vliet ook water van de Dintel.
Om historische redenen wordt het gebied tot het stroomgebied van de Maas gerekend, hoewel het Volkerak nu eerder naar de Noordzee afwatert via de delta van de Oosterschelde.
Het staat tegenwoordig opnieuw in open verbinding met het Volkerak, na het openzetten van het sluizencomplex bij Benedensas. Deze sluizen verloren hun functie toen, na de voltooiing van de Deltawerken, het getij in het Volkerak verdween, waardoor het op een zodanig peil onderhouden wordt dat met de Westbrabantse hoofdwateren één niveau is ontstaan. Het is een beschermd natuurgebied, vooral bestaande uit rietmoeras.

## Geschiedenis
Ten noorden van Roosendaal was vroeger een land van kreken en gorssen, dat in latere jaren steeds verder werd bedijkt. De belangrijkste kreken, zoals de Roosendaalsche Vliet en Steenbergsche Vliet, behielden hun waterafvoerende functie.
Het bevaarbaar maken van de Vliet en het aanleggen van een haven in 1451 zette de bloei van Roosendaal in gang. Verzanding van de Vliet maakte het tussen 1792-1823 noodzakelijk de beek opnieuw uit te graven. In deze tijd stond de Roosendaalsche en Steenbergsche Vliet via het Volkerak nog in open verbinding met de zee. Zeer regelmatig overstroomden daardoor grote delen van het Vlietgebied bij hoog water.
Vanaf 1824 beschermden de sluizen van Benedensas het achterliggende gebied tegen hoge vloedstanden. Tot de jaren zeventig van de twintigste eeuw had de Vliet grote betekenis voor de beroepsvaart. Suikerfabrieken, zand- en grindbedrijven, een betonmortelcentrale en een oliedistributiecentrum in Roosendaal hadden allemaal hun vestiging aan het water voor de aan- en afvoer van grondstoffen en producten.
De jaren 1967 en 1968 waren topjaren met een geschut tonnage van één miljoen ton per jaar. Maar daarna zette de neergang in door alternatief goederenvervoer over de weg. Bedrijven werden verplaatst waardoor nog vóór de eeuwwisseling het vrachtvervoer per schip over de Vliet tot nul was gereduceerd.

## Natuurontwikkeling
Een gedeelte van de Vliet staat onder beheer van Vereniging Natuurmonumenten. Het is een moerasgebied, ontstaan door het uitbaggeren van de Steenbergsche Vliet en het onder water zetten van oeverland. Het ondiepe water, de rietlanden en eilandjes zijn nu het domein van eenden en andere moerasvogels. Het gebied, dat in open verbinding staat met het Volkerak, is een ideale paaiplaats voor vissen als voorn, karper en snoekbaars. In de oeverzones broeden bruine kiekendief, rietzanger, roerdomp en grote karekiet.

## Toerisme
Behalve natuurgebied is de Vliet vanaf de jaren negentig ook steeds meer watersportgebied geworden. Er zijn nu drie jachthavens voor de toeristische watersporter. Cultuurhistorie in de vorm van het sluizencomplex Benedensas gaat hier gepaard met een natuurgebied van gorzen en slikken.